# Archidiocèse de Lucques
21	29	218
L'archidiocèse de Lucques (en latin : Archidioecesis Lucensis ; en italien : Arcidiocesi di Lucca est un archidiocèse de l'Église catholique en Italie sous exemption et appartenant à la région ecclésiastique de Toscane.

## Territoire
Il est situé dans une partie de la province de Lucques, le reste de cette province est dans les archidiocèses de Pise et de Modène-Nonantola. Il possède une frazione de la commune de Pescia dans la province de Pistoia, l'autre fraction de cette province étant dans les diocèses de Pescia, Pistoia et San Miniato.
Son territoire a une superficie de 1 520 km2 divisé en 362 paroisses regroupées en 11 archidiaconés. L'archevêché est à Lucques avec la cathédrale Saint-Martin où se trouvent les reliques de saint Regulus (it). Dans la même ville, la basilique San Frediano garde les reliques des saints Fridien, Césaire de Terracina, Richard le Saxon (it) et sainte Zita. La Basilique des Saints Paulin et Donat (it) conserve les reliques de saint Paulin (it). Le sanctuaire de Sainte Gemma Galgani (it) est un lieu de pèlerinage auprès du corps de sainte Gemma Galgani. L'église Saint Augustin (it) possède la châsse de la bienheureuse Hélène Guerra, fondatrice des oblates du Saint-Esprit. Sous l'autel de l'église de la Sainte Trinité (it) se trouve la châsse avec la dépouille de la bienheureuse Marie-Dominique Brun Barbantini, fondatrice des sœurs ministres des malades de saint Camille. À Viareggio, les fidèles vénèrent le corps de saint Antoine-Marie Pucci, servite de Marie.

## Histoire
Le diocèse de Lucques est érigé au Ier siècle. Selon la tradition, saint Paulin (it) est envoyé à Lucques par l'apôtre saint Pierre. Un catalogue épiscopal découvert parmi les archives capitulaires, porte le nom de 15 évêques. Parmi ceux-ci, six évêques peuvent également être trouvés dans d'autres sources, cela rend plausible l'authenticité historique des neuf autres. Tous sont antérieurs au milieu du VIIe siècle. Le catalogue ne mentionne ni l'évêque Leto, qui signe le concile de Rome en 649, ni l'évêque Eleuterio, présent au concile de Rome de 680. Historiquement, la plus ancienne mention d'un évêque de Lucques est celle de Maximus a Tuscia, qui signe les actes du concile de Sardique (343).
Les recherches archéologiques témoignent de l'antiquité de l'église de Lucques, grâce à des fouilles menées sous la basilique sainte Réparate, qui permettent de mettre au jour les vestiges d'un baptistère datant du IVe siècle et d'une basilique à trois nefs datant du Ve siècle. Dès le début, le siège épiscopal est immédiatement soumis au Saint-Siège. En 683, l'église dédiée à San Frediano est consacrée, érigée sur une autre église plus ancienne dédiée aux saints martyrs Lorenzo, Vincenzo et Stefano. La même année, l'église est confiée aux moines dirigés par l'abbé Babbino. Elle est reconstruite au XIIe siècle et consacré par le pape Eugène III.
Avec l'occupation lombarde, Lucques devient le siège d'un important duché et le territoire du diocèse est considérablement élargi. La cathédrale, dédiée à saint Martin de Tours, est consacrée en 1070 par le pape Alexandre II, également évêque de Lucques. En 1120, le pape Calixte II accorde aux évêques de Lucques l'utilisation du pallium, de la calotte rouge et de la croix processionnelle. En 1387, l'empereur Charles IV accorde aux évêques de Lucques le droit de conférer des diplômes In utroque jure en philosophie, médecine et de nommer notaires et des chevaliers. Les évêques de Lucques reçoivent les titres de prince du saint-Empire romain et comte palatin.
Avec la naissance du grand-duché de Toscane dont Lucques reste étranger, l’énorme diocèse est progressivement démembré pour des raisons éminemment politiques. Il finit par faire coïncider le territoire diocésain avec celui de la république de Lucques, après des siècles d'ajustements. Le 17 mars 1726, Benoît XIII érige le diocèse de Pescia. À la demande de Marie Madeleine d’Autriche, Grégoire XV érige le diocèse de San Miniato le 9 décembre 1622. Le 11 septembre 1726, le diocèse est élevé au rang d'archidiocèse non métropolitain par la bulle Inscrutabili divinae du pape Benoît XIII. Le 26 mai 1754, le pape Benoît XIV accorde à la république de Lucques le privilège de présenter, pendant les périodes de vacances du siège, un trio de noms parmi lesquels les pontifes choisissent ensuite les futurs nouveaux archevêques. Le premier archevêque nommé selon cette nouvelle procédure est Giovanni Domenico Mansi, érudit et auteur du Sacrorum Conciliorum Nova Amplissima Collectio.
Le 18 juillet 1789, à la demande de Léopold II, grand-duc de Toscane, Pie VI cède à l'archidiocèse de Pise les vicariats de Barga et de Pietrasanta et la paroisse de Ripafratta tandis que sept paroisses précédemment rattachées à Pise sont rattachés à Lucques. Le 3 juillet 1822, le pape Léon XII crée le diocèse d'Apuanie (aujourd'hui Massa Carrara-Pontremoli) séparant 41 paroisses, une partie du vicariat de Garfagnana et le prieuré de Castiglione. Le 17 décembre 1853, Pie IX unit au diocèse d'Apuanie les paroisses du vicariat de Gallicano. Pour des raisons pastorales, en 1955, la paroisse de Palagnana passe de l'archidiocèse de Pise à celui de Lucques. Le 5 septembre 1992, l'archidiocèse est étendu au vicariat de Garfagnana avec 106 paroisses appartenant au diocèse de Massa Carrara-Pontremoli.

## Sources
- (en) Catholic-Hierarchy

- (it) Cet article est partiellement ou en totalité issu de l’article de Wikipédia en italien intitulé « Arcidiocesi di Lucca » (voir la liste des auteurs).

### Articles liés
- Liste des diocèses et archidiocèses d'Italie
- Église catholique en Italie